# Benedetto Ferrari
Pour les articles homonymes, voir Ferrari.
Benedetto Ferrari (né v. 1603 ou 1604 à Reggio d'Émilie et mort le 22 octobre 1681 à Modène) est un poète et un compositeur italien de la période baroque.

## Biographie
Benedetto Ferrari est l'auteur d'opéras et de cantates spirituelles dont Queste pungenti spine. Il développe une technique importante au continuo et une mélodie complexe et belle.
Il est principalement connu pour avoir écrit l'air Pur ti miro, qui, en plus d'être présent dans l'un de ses ouvrages lyriques, clôt L'incoronazione di Poppea de Claudio Monteverdi.

## Œuvres Notables

### Opéras
Ferrari est reconnu pour ses contributions pionnières à l'opéra italien, notamment en collaboration avec Francesco Manelli. Parmi ses opéras célèbres, on peut citer :
- Andromeda (1637) : Cet opéra, l'un des premiers à être représenté dans un théâtre public vénitien, marque une étape importante dans l'évolution de l'opéra en tant que genre accessible au grand public.
- La maga fulminata (1638) : Un autre opéra qui témoigne de l'inventivité de Ferrari dans le développement des récitatifs et des airs, ainsi que de son talent pour captiver le public avec des histoires mythologiques.

### Cantates Spirituelles
Il a également composé plusieurs cantates spirituelles, des œuvres destinées à des performances religieuses. L'une des plus célèbres est :
- Queste pungenti spine : Cette cantate spirituelle est appréciée pour sa beauté mélodique et son expressivité émotionnelle, illustrant la profondeur de la dévotion religieuse.

### Airs
Il aussi écrit de nombreux airs, des pièces courtes pour voix solo accompagnées de continuo. Parmi les plus célèbres :
- Pur ti miro : Cet air est particulièrement célèbre, non seulement pour sa beauté musicale, mais aussi pour son inclusion dans "L'incoronazione di Poppea" de Claudio Monteverdi. Bien qu'il soit souvent attribué à Monteverdi, il est probable que Ferrari ait contribué à sa composition.

#### Contributions Techniques
En plus de ses compositions, Ferrari a apporté des innovations techniques importantes dans la musique baroque. Il a développé des techniques avancées pour le continuo, enrichissant ainsi la texture harmonique de la musique de l'époque. Sa capacité à intégrer des mélodies complexes et belles dans ses œuvres a été largement reconnue.